# Alain Emmanuel de Coëtlogon

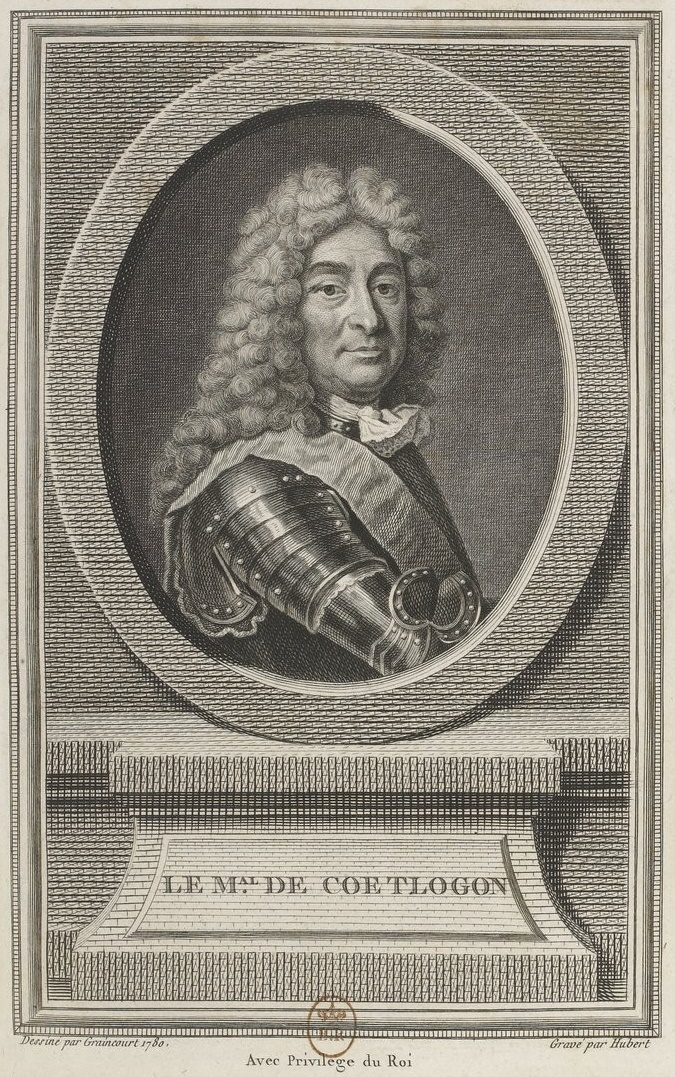
Le M.al de Coetlogon, Anonym, 1780

Alain Emmanuel de Coëtlogon, Marquis de Coëtlogon (* 1646 ~ 7. Dezember 1646 in Rennes; † 7. Juni 1730 in Paris) war ein französischer Aristokrat und Marineoffizier in der Regierungszeit von Ludwig XIV. und Ludwig XV.; letzterer ernannte ihn wenige Tage vor seinem Tod zum Marschall von Frankreich.

## Leben
Alain Emmanuel de Coëtlogon war der siebte Sohn von Louis de Coëtlogon, Vicomte de Méjusseaume († 1657), Rat im Parlement der Bretagne, und Louise Le Meneust de Bréquigny. Er wurde in Rennes erzogen und 1668 schloss er seine Ausbildung auf einer Militärakademie ab.
1668 wurde er Enseigne (Fähnrich der Infanterie) im Régiment du Dauphin. 1670 wechselte er zur Marine als Enseigne de Vaisseaux (Fähnrich zur See) und wurde 1672 zum Lieutenant befördert.
Den größten Teil seiner Laufbahn diente er unter dem Comte de Tourville († 1701). Während des Holländischen Kriegs (1672–1678) kämpfte er im Juni 1672 in der Seeschlacht in der Solebay, 1673 bei den drei Niederlagen gegen die Niederländer in den Seeschlachten von Schooneveld am 7. Juni und am 14. Juni, sowie der Seeschlacht vor Texel im August. Am 26. Januar 1675 wurde er Kapitän.
Er kämpfte an der Seite Tourvilles vor Sizilien und wurde als Kommandant der Éclatant in der Seeschlacht bei Augusta (22. April 1676) verwundet, in der Michiel de Ruyter tödliche Verletzungen erlitt. In der Seeschlacht vor Palermo (2. Juni 1676) gehörte sein Schiff, zu den zehn, die die Avantgarde des Gegners attackierten, in die Flucht schlugen und, als die weiteren Schiffe der französischen Flotte sich dem Angriff anschlossen, mehrere Schiffe versenkten. Beim Angriff auf Augusta (Sizilien) zwang er die Stat, sich zu ergeben, bei Barletta (Apulien), setzte er unter dem Beschuss der Artillerie der Stadt ein Kriegsschiff und mehrere Handelsschiffe in Brand.
1680 studierte Coëtlogon Theologie in der Absicht, in den Dienst der Kirche einzutreten. Obwohl er aufs Meer zurückkehrte, wurde er durch diese spirituelle Erfahrung tiefgreifend verändert und führte ein strenges, zölibatäres Leben. 1683 kommandierte er verschiedene Schiffe, zuerst in Dänemark, dann in Nordafrika. 1686 war er Kommandant eines Schiffs mit 44 Kanonen an der Straße von Gibraltar, mit dem er zwischen Gibraltar und Málaga zwei spanische Kriegsschiffe mit insgesamt 100 Kanonen zum Rückzug auf Malaga zwang. 1687 enterte er ein algerisches Kriegsschiff, im Juli 1688 nahm er an der Bombardierung von Algier unter Jean II. d’Estrées teil.
Während des Pfälzischen Erbfolgekriegs (1688–1697) wurde er im Mai 1689 Kommandant der mit 54 Kanonen bestückte Diamant. Als Angehöriger von Châteaurenaults Flotte, die französische Truppen nach Irland brachte, kämpfte er am 11. Mai in der Seeschlacht vor der Bantry Bay. Am 1. November wurde er zum Kommandeur eines Geschwaders befördert. In der Seeschlacht von Beachy Head (Juli 1690) kommandierte er einen Teil der Vorhut unter Tourville, mit der er mehrere niederländische Schiffe zerstörte.
Er nahm an den Seeschlachten von Barfleur und La Hougue (1692) teil, wobei er bei La Hougue mit seinem Schiff Tourvilles Admiralsschiff Soleil-Royal zu Hilfe kam, das in großer Gefahr war. Da er seiner Auffassung nach dabei die militärische Disziplin verletzt hatte, stellte er sich selbst vor ein Kriegsgericht, das ihn aber offensichtlich freigesprochen hat.
Er kämpfte in der Seeschlacht bei Lagos (1693) (26. Juni 1693), in der er mit acht Schiffen zwei niederländische Kriegsschiffe und drei Handelsschiffe jagte und unter den Kanonen der Forts von Gibraltar die Kriegsschiffe in Brand setzte und die Handelsschiffe in Besitz nahm. Im November 1693 nahm er an der Verteidigung von Saint-Malo gegen die Engländer teil. Am 2. Februar 1694 wurde er zum Ritter des Ordre royal et militaire de Saint-Louis ernannt.
Am 1. Juni 1701 wurde Coëtlogon zum Lieutenant-général des Armées navales (Vizeadmiral) befördert, zudem rhilt er den Titel eines Marquis, den er aber nie benutzte. Im folgenden Jahr, während des Spanischen Erbfolgekriegs wurde er nach Spanien gesandt, wo König Philipp V. ihn zum Generalkapitän der westlichen Meere ernannte und mit sechs Schiffen (als Teil der 18 Schiffe unter dem Oberkommando Châteaurenaults) nach Amerika schickte, um die spanischen Kolonien mit Lebensmitteln zu versorgen, wobei er schließlich in Veracruz stationiert war.
Im Mai 1703 wurde er zum Divisionskommandant in der Flotte des Comte de Toulouse ernannt. Er verließ Brest am 15. Mai auf der Monarque mit dem Mittelmeer als Ziel. Vor Lissabon traf er am 22. Mai 1703 mit fünf Schiffen auf fünf englische und niederländische Kriegsschiffe, die eine Flotte von Handelsschiffen eskortierten. In der nun folgenden Seeschlacht am Cap de La Roque nahm er u. a. den Karl Ernst von Waldstein gefangen, den kaiserlichen Botschafter in Portugal.
Seine letzte Schlacht war die Schlacht bei Vélez-Málaga am 24. August 1704, wo er unter dem Oberkommando des Grafen von Toulouse als Vize-Admiral du Corps de Bataille die Tonnant mit 90 Kanonen gegen die verbündeten Engländer und Niederländer befehligte.
Am 6. Oktober 1706 wurde er Kommandant im Ordre royal et militaire de Saint-Louis. Im gleichen Jahr befahl ihm der König, in Brest und Rochefort ein Geschwader von 18 Schiffen zu bewaffnen, damit auf den Ozean hinaus zu fahren, um den Gegner daran zu hindern, seine Kräfte im Mittelmeer zusammenzuziehen. Da er aber in Brest von einer weitaus stärkeren Flotte blockiert wurde, konnte er den Hafen nicht verlassen.
Alain Emmanuel de Coëtlogon war Mitglied im Conseil de la Marine, den der Regent Philippe d’Orléans im September 1715 als Teil der Polysynodie einrichtete. Am 18. November 1716 wurde er – als Nachfolger des verstorbenen Châteaurenault – Vizeadmiral der Flotte du Levant und Großkreuzträger des Ordre royal et militaire de Saint-Louis. Die Erben Châteurenaults überraschten den Marineminister mit einem zurückbehaltenen Betrag von 120.000 Livre, der von Coëtlogon aufzubringen sei, wogegen dieser sich so energisch wehrte, dass der Minister sich gezwungen sah, seine Entscheidung zur Forderung der Erben aufzuheben.
Die letzten zehn Jahre seines Lebens verbrachte er – unverheiratete und ohne Nachkommen – im Noviziat (Maison professe) des Jesuitenordens in Paris. Am 2. Februar 1724 wurde zum Ritter im Orden vom Heiligen Geist ernannt, die Aufnahme erfolgte am 3. Juni 1724. Am 1. Juni 1730 wurde er – wenige Tage vor seinem Tod – zum Marschall von Frankreich ernannt. „Sechs Tage später“, am 7. Juni 1730 „entschlief der Marschall de Coëtlogon friedlich, ohne einen Blick auf den Marschallstab geworfen zu haben, den man auf sein Bett gelegt hatte.“ Er wurde am 9. Juni 1730 in der Kirche Saint-Sulpice in Paris bestattet.